# Herramhof Verlag

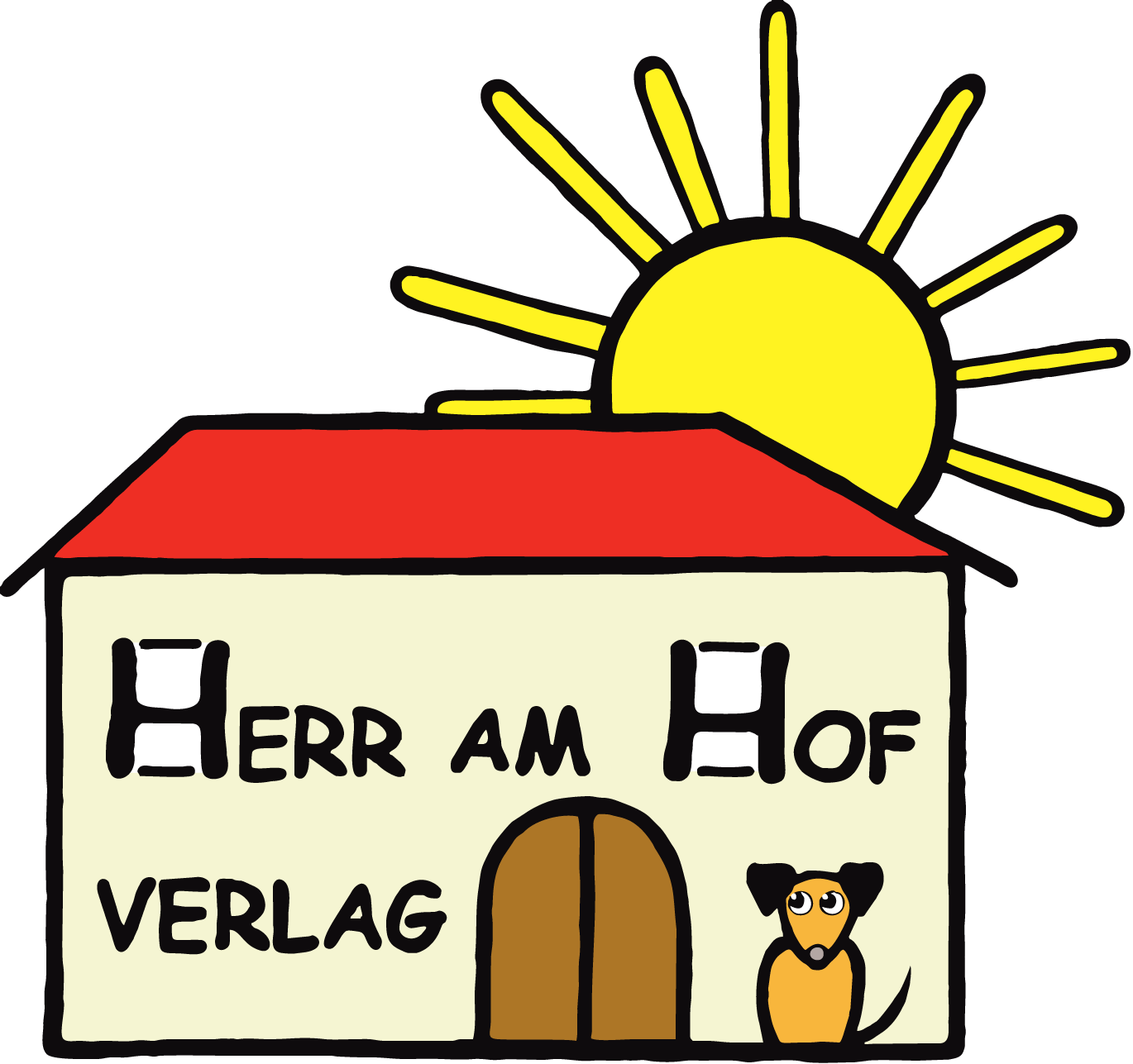
Logo des HERRAMHOF Verlags

Der Herramhof Verlag ist ein österreichischer Verlag mit Sitz in St. Florian bei Linz wurde 2016 von Andrea Benedetter-Herramhof gegründet. Der Schwerpunkt des Verlagsprogrammes lag zunächst auf Kinderbüchern und (Kinder-)Sachbüchern. Seit 2019 publiziert der Herramhof Verlag auch Literatur für erwachsene Leser. 
Zu den Autoren des Herramhof Verlags zählen unter anderem Andrea Fürthaller, Kurt Kotrschal,  Brigitta Moser, Sabine Petzl, Karl Ploberger und Erich Pröll. Die Hörbücher aus dem Herramhof Verlag werden von der Sprechtrainerin Eva Wintersberger gesprochen. Die CD zum Kinderliederbuch „Traumklänge“ entstand in Kooperation mit den St. Florianer Sängerknaben.
Neben der Arbeit mit erfahrenen Autoren ist es der Verlagsleitung wichtig, jungen Talenten die Möglichkeit zu geben, das erste eigene Buch zu veröffentlichen.

## Ausgewählte Publikationen
- Kurt Kotrschal, Andrea Benedetter-Herramhof: Vom wilden Wolf zum treuen Freund. Unsere Hunde. 2017, ISBN 978-3-903147-03-4.

- Karl Ploberger, Andrea Benedetter-Herramhof: Karl Plobergers Kindergarten. 2018, ISBN 978-3-903147-05-8.